# ABJ (motocicleta)
L'ABJ fou una motocicleta lleugera fabricada per AB Jackson Cycles a Birmingham, Anglaterra, entre 1950 i 1954. Duia un motor de dos temps Villiers, disponible en les cilindrades de 48, 98 i 123 cc. El model de 48 cc Auto-Minor es venia per només 41 lliures esterlines.